# Acrópole

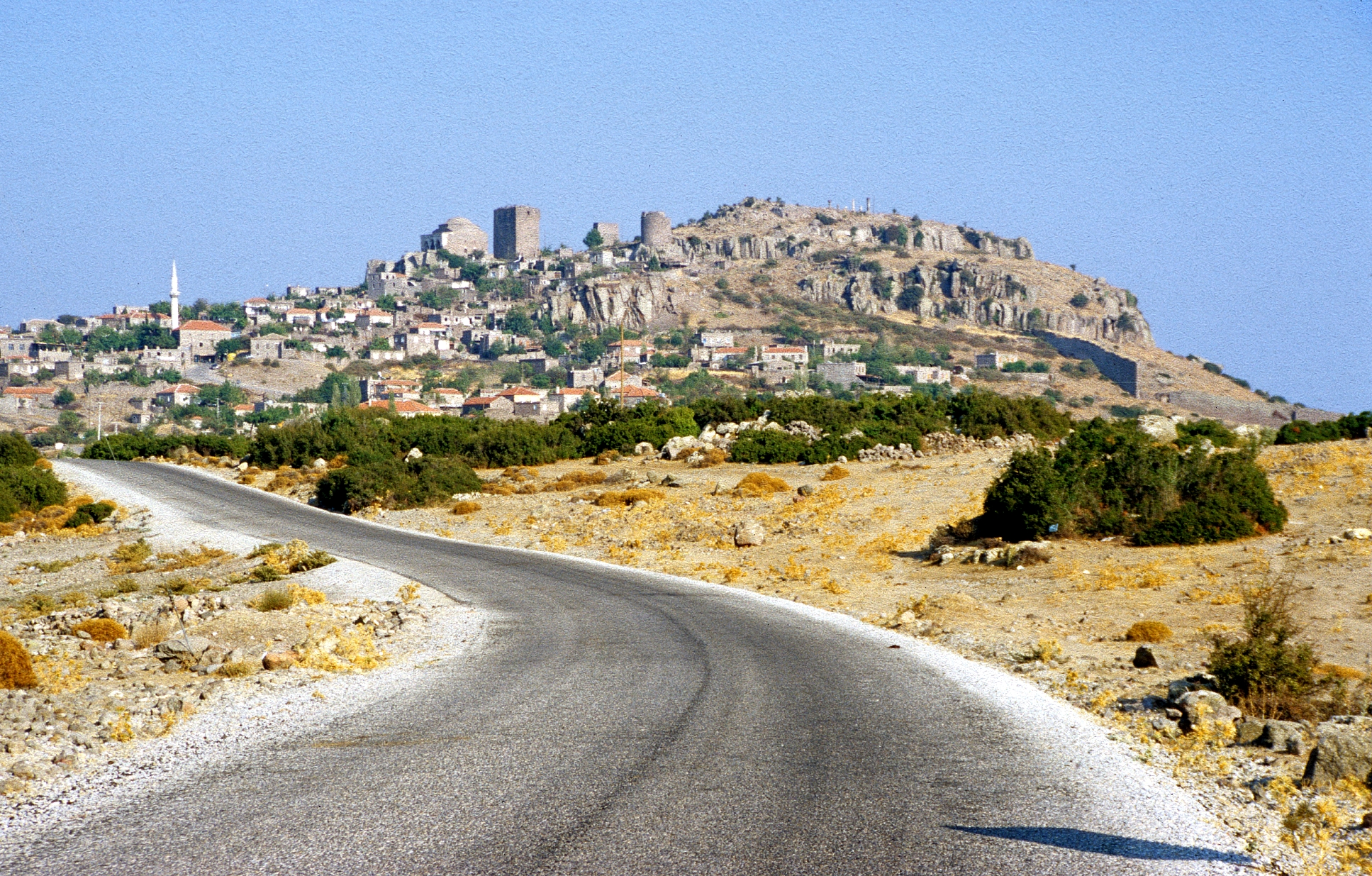
Acrópole de Assos, na Turquia

Acrópole (em grego clássico: ἀκρόπολις, composto de ἄκρος, "extremo, alto", e πόλις, "cidade") é a parte do estado construída nas partes mais altas do relevo da região. A posição tem tanto valor simbólico (elevar e enobrecer os valores humanos) como estratégico, pois dali podia ser melhor defendida. Era na acrópole das diversas cidades que se construíam as estruturas mais nobres, tais como os templos, e era conhecida como lugar sagrado. Esses templos estavam localizados na acrópole devido a este ser o ponto mais alto da cidade o que tornaria, assim, difícil o acesso e, por sua vez, dificultaria os inimigos a lá chegarem.
A Acrópole de Atenas ficou famosa pela construção do Partenon, sumptuoso templo em honra à deusa Atena, ricamente construído em mármores raros e ornado com esculturas de Fídias por ordem de Péricles e com recursos originalmente destinados a patrocinar a guerra contra os persas. 
A palavra acrópole tem sido usada em arqueologia e história para designar os centros das cidades antigas ou sítios arqueológicos onde se situam as principais estruturas arquitetônicas. 
Nas cidades maias era comum e recorrente a acrópole com pirâmides-templo, grandes praças públicas, estádios e palácios, e não poucos historiadores as compararam com as formações arquitectónicas da acrópole original.
Um exemplo de uma acrópole conhecida é a acrópole de Atenas, localizada sobre um rochedo de aproximadamente 100 metros. Consagrada a Atena desde a era micênica, foi devastada pelos persas nas guerras médicas. No século V a.C., Péricles encarregou Fídias de sua renovação, e foram construídos magníficos monumentos, como o Partenon e o Erecteion, com o acesso pelo propileu. 

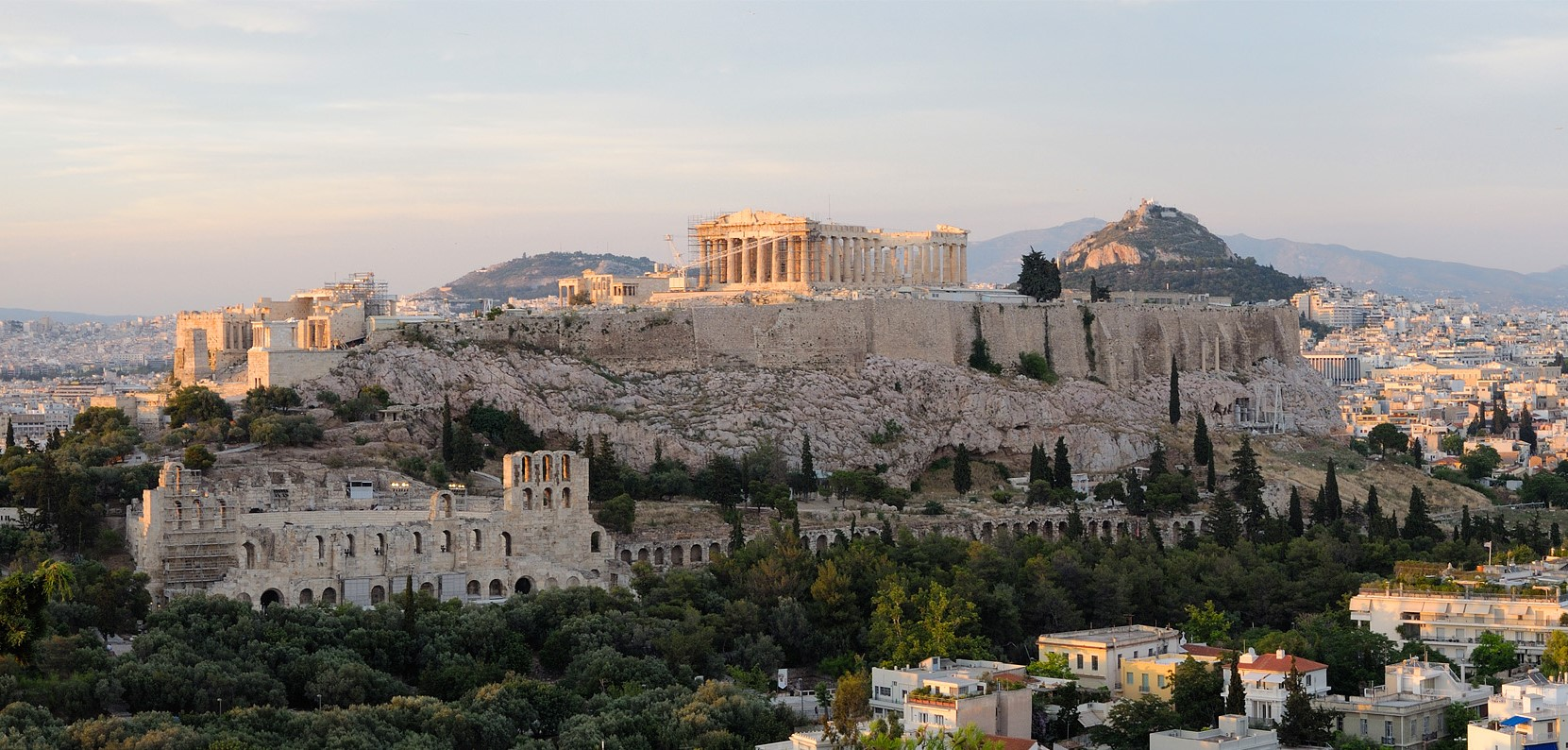
A Acrópole de Atenas, na Grécia